# Galler (Adelsgeschlecht)

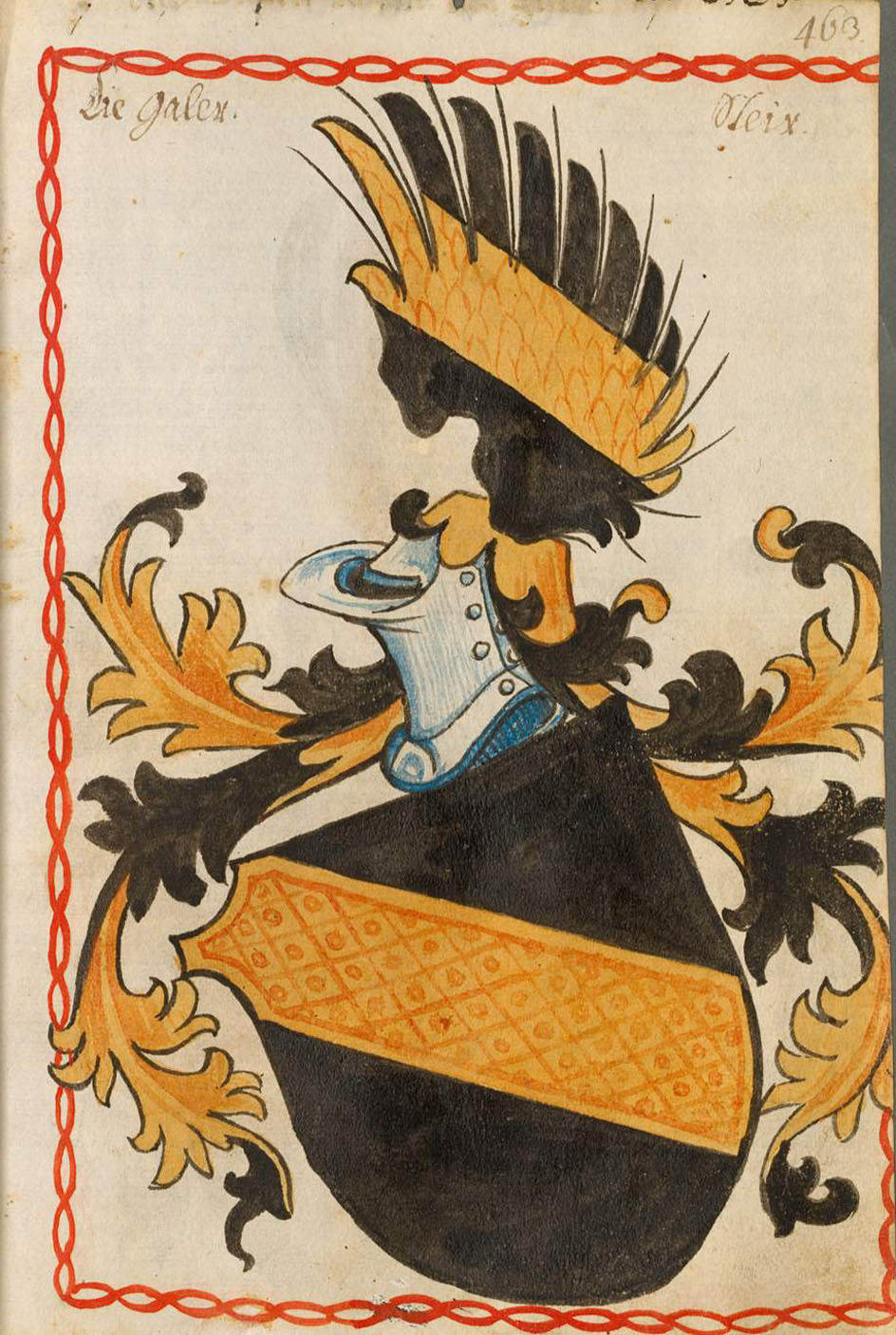
Stammwappen der Galler, im Scheiblerschen Wappenbuch (Seite 463)

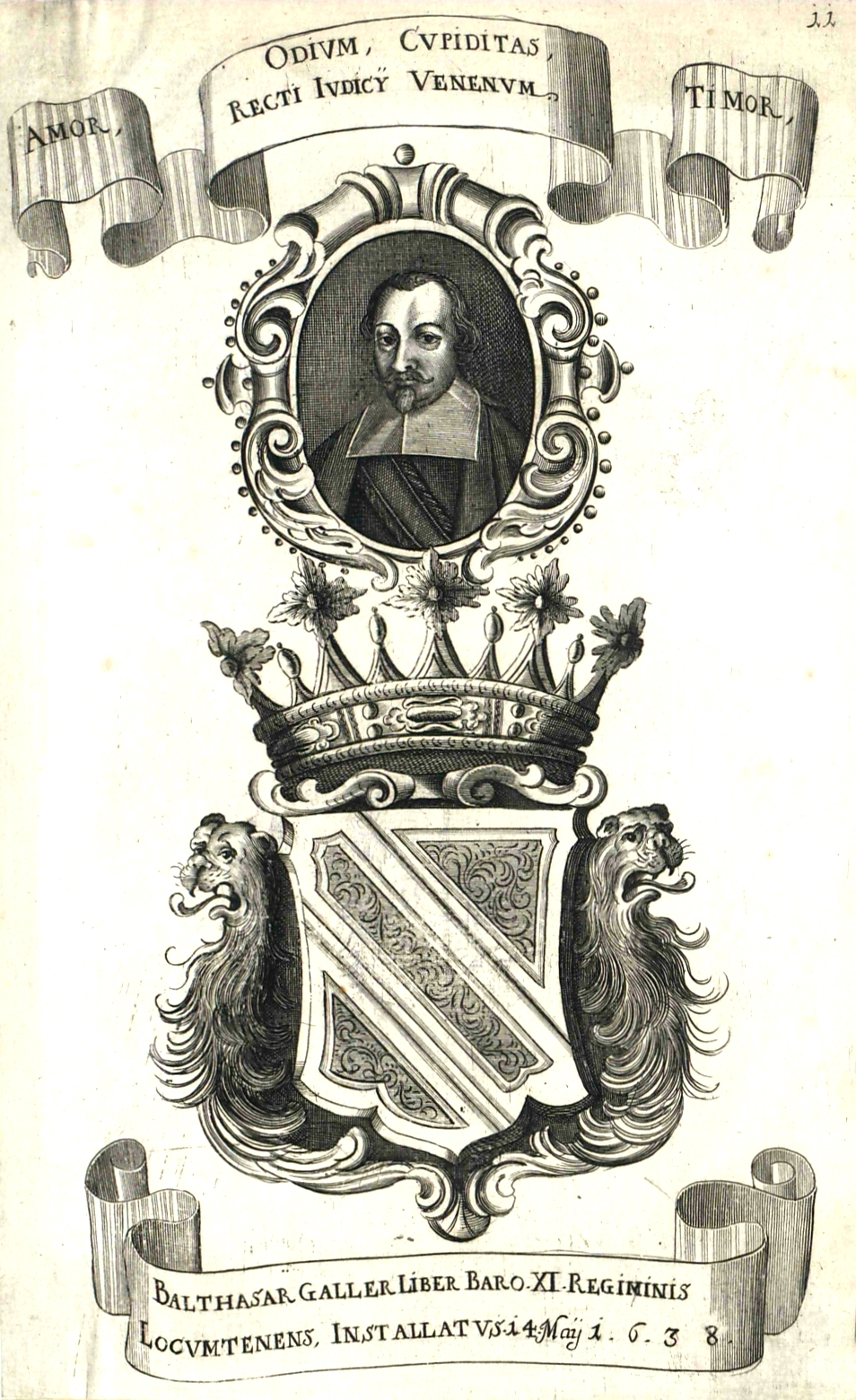
Balthasar Galler (1585–1638), Statthalter von Innerösterreich und kaiserlicher Kämmerer

Galler (auch Galer, Gäller, Freiherren Galler, Grafen Galler, Galler v. Schwamberg) ist der Name eines der ältesten Adelsgeschlechter der Steiermark in Österreich, ebenso gehörte es mit einigen Linien zum landständischen Adel in Niederösterreich, wo es begütert war; sie sind nicht zu verwechseln mit deren von Gall, ebenfalls dem niederösterreichischen landständischen Adel zugehörig.

## Geschichte

### Ursprung und Besitztümer
Ritter Heinrich Galler wird in der Stammreihe als erstes genannt und war vermählt mit Adelheid. Sie lebten um 1115 und zeugten neben anderen Söhnen auch Werner Galler. Er war Abt des Chorherrenstiftes Seccau (Abtei Seckau, auch Abtei Unserer Lieben Frau; lat. Abbatia B.M.V. Secoviensis, der Benediktiner in Seckau (Steiermark, Österreich) und verstarb 1196. Ein Nachfahre der Galler war Dietmar Galler zu Schwamberg, der wiederum zeugte weitere Nachfahren, sodass zwischen 1296 und 1317 auch Otto, Chunrad sowie Ortlinus als Söhne urkundlich genannt werden. Neueren Historikern und Archivaren folgend sind die Galler steirischer Uradel als ein Zweig der mit Chunrat de Stretvic in der Ortschaft Friesach innerhalb der Gemeinde Peggau (Bezirk Graz-Umgebung, Steiermark, Österreich). Im Jahre 1149 urkundlich zuerst auftretenden von Strettweg, die sich nach ihrem Stammsitz Strettweg bei Judenburg in der Obersteiermark benannten. König Rudolf von Habsburg entschied 1277 zwischen Bischof Wernher von Seckau und Ditmarum militem dictum de Stretwich um bedeutende Güter in Geula (heute Gaal, Bezirk Murtal, Steiermark) zugunsten Ditmar de Stretwich. Seitdem nannten sich dieser und seine Nachkommen de Geula bzw. aus der Geul, Anfang des 14. Jahrhunderts Gaeler, später Gäller und Galler. Einer der Nachfahren dieser Deszendenten war Hans Galler. Er war Ritter im Jahre 1466. Belehnt wurde Hans Galler durch Albrecht von Ebersdorf (Adelsgeschlecht) sowohl mit dem Schloss als auch dem Dorf Reckchendorf, welches heute in Matzen-Raggendorf im Bezirk Gänserndorf) in Niederösterreich liegt. Georg Galler, ein weiterer Nachfahre war ebenfalls Ritter und Besitzer von Raggendorf sowie Gallbrunn. Dieser war vermählt mit Margaretha von Geymann. Sie zeugten mehrere Töchter und die Söhne Siegmund sowie Peter.
Pfandweise erwarben die Brüder Georg und Wilhelm Galler 1568, mit Diplom ausgefertigt zu Graz, die Herrschaft Schwanberg von Erzherzog Karl von Österreich.
Peter Galler zeugte Johann Christof von Galler. Er war Pfandinhaber der Herrschaft Weitenstein und erhielt sein Diplom des Freiherren zu Graz am 4. Mai 1607.

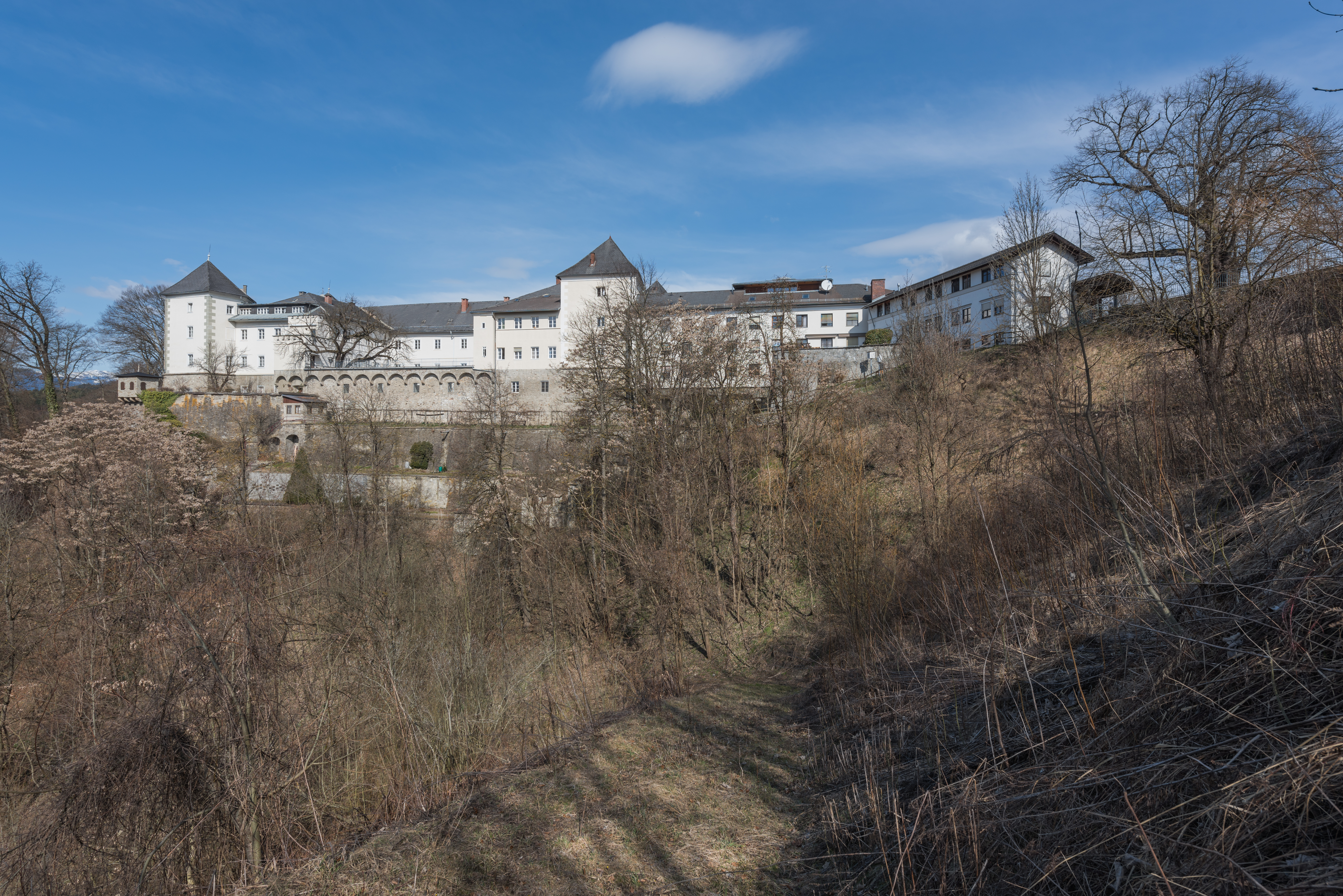
Schloss Wernberg, ehemalig im Besitz derer von Galler

Siegmund Galler hatte seinerseits das Diplom des Freiherrenstands zu Graz am 1. Dezember 1611 auch für die gesamte Deszendenz erhalten. Sein Sohn Wilhelm Freiherr von Galler zu Schwamberg vermählte sich mit Margaretha von Wagensperg (Adelsgeschlecht). Beide zeugten Johann Balthasar Freiherr von Galler zu Schwamberg. Er war k.k. Kämmerer und innerösterreichischer Statthalter und wurde, wie die gesamte Deszendenz der freiherrlich gallerschen Vettern Johann Christian († 1669), Georg Sigmund († 1666) und Johann Friedrich († 1669) einschließlich die Geschwister jener Vettern, in Prag am 12. Mai 1680 in den Grafenstand erhoben. So erhielten sie den Titel Graf von Galler Freiherren von Schwammberg-Waldschach und Lainach Herr zu Waasen. Johann Balthasar war in erster Ehe verheiratet mit Felicitas Freiin von Holzapfel zu Hirzheim, sowie in zweiter Ehe mit Anna Maria Gräfin Dietrichstein, mit welcher er die Söhne Georg Sigismund (auch Sigmund) sowie Johann Friedrich zeugte, welche wiederum das Geschlecht in zwei Linien teilen sollten.
Georg Sigismund von Galler heiratete Maria Freiien von Rauber und führte die ältere Linie fort, die wiederum zwei weitere Äste weiterführte mit den beiden Begründern der Äste Graf Clemens August (geb. 21. April 1752, gest. 12. Nov. 1792), königlicher bayrischer Kämmerer und Rittmeister des Dragoner-Regiments Rechberg, sowie Graf Ludwig Wilhelm (geb. 27. Mai 1755).
Johann Friedrich von Galler, verheiratet mit Maria Anna Gräfin Herberstein, führte die jüngere Linie weiter, welche jedoch mit dem Nachfahren und Grafen Franz Karl am 13. Oktober 1818 erlosch.
Begütert war das Adelsgeschlecht derer von Galler nach u. a. in Gallbrunn, Roggendorf und Rannersdorf in Niederösterreich; insgesamt prägten die Galler folgende Besitztümer: Wernberg, Kirchberg an der Wild, Mühlegg, Waasen bei Wildon, Pfeilerhof (Freydenegg), Lannach, Schwanberg, Palais Prandegg bzw. Galler in Graz, Damtschach, Palais Dietrichstein, St. Martin in Graz, Haimburg, Offenburg, Reifenstein, Schwarzenegg, Waldschach, Wasserberg, Hornegg, Ratzenegg, Pichl (Mitterdorf), Spangstein (Ahnherrenschloss), Schloss Arnfels, Palais Kollonitsch in Graz, Riegersburg in der Steiermark, Reifenstein, Rannersdorf - Wallhof, Klagenfurt - Ehrental, Leoben - Massenburg, Hartbergschlössl, Johnsdorf, Kornberg, Fohnsdorf, Ehrnau, Gjaidhof, Pöls, Dornhofen, Aichelberg (Eichelberg), Klagenfurt - Zigguln sowie Authal.

#### Wernberg
Sigismund von Wagensperg kämpfte als königlich-schwedischer Obrist im Dreißigjährigen Krieg für König Gustav II. Adolf (Schweden) gegen Kaiser und Reich und musste wegen jenem "Hochverrat" wie viele andere protestantische Adlige auswandern sowie seine Besitzungen abgeben, darunter auch Wernberg mit Schloss Wernberg, welches später im Erbweg an Freifrau Galler von Schwamberg kam. Sie veräußerte es 1672 an Abt Christoph Kaponig von Ossiach aus dem Stift Ossiach, ein ehemaliges Benediktiner-Stift am Ossiacher See in Kärnten, Österreich.

#### Kirchberg an der Wild
Im Jahre 1492 war Valentin Gundisch Lehensnehmer von Kirchberg, bis das Gut in Kirchberg an der Wild im 16. Jahrhundert auch in den Besitz von Adam Galler (1541) gelangte, der es wiederum an Wenzel von Krackwitz (1552) verkaufte.

#### Mühlegg
Mühlegg war seit 1661 im Besitz des Freiherrn Johann Gabriel von Maschwander, der es 1664 an Hans Friedrich Graf Galler verkaufte. Nach dem Tod der Gräfin Anna Theresia Galler im Jahre 1733 wurde Mühlegg unter Sequester (Recht) gesetzt. Im Jahre 1741 gelang es durch Versteigerung an Rudolf von Streitz.

#### Waasen bei Wildon
1523 kaufte Hans Holzapfel, vermählt mit einer Perneckerin, den Besitz Waasen südlich von Graz, um 1612 an Balthasar Galler über einen Vergleichsweg zu gelangen. Die Galler bauten die damalige Burg zum Schloss aus, errichteten und vergrößerten dabei den Ost- und Südtrakt sowie 1670 urkundlich erwähnt u. a. eine Bibliothek mit 270 Bänden. Als im 18. Jahrhundert das Schloss unbewohnt verfiel, veräußerte Franz Karl Graf Galler das Anwesen im Jahre 1809 an Franz Xaver Graf Liechtenberg. Noch heute sieht man neben dem Eingang ein Wappenstein derer von Galler.

### Stammlinie
- Heinrich Galler, Ritter, ⚭ Adelheid (um 1115)
- Dietmar Galler zu Schwamberg, ⚭ Adelheid Sauer (Adelsgeschlecht)
  - Otto, Chunrad sowie Ortlinus (zw. 1297 bis 1317), zeugten Nachkommen, welche die Stammlinie weiterführten, darunter die Ritter Hans Galler und Georg Galler
    - Hans Galler, Ritter (1466)
    - Georg Galler, Ritter, ⚭ Margaretha von Geymann, zeugten mehrere Töchter sowie Siegmund und Peter
      - Siegmund von Galler, Freiherr (1611), zeugte Wilhelm
        - Wilhelm von Galler, Freiherr zu Schwamberg, ⚭ Margaretha von Wagensperg, zeugte u. a. Johann Balthasar (1585–1638) sowie Georg (1571–1636), Hofkriegsratspräsident und Vater von Johann/Hans Wilhelm (1599–1650), Hofkriegsratspräsident und 1630–1650[42] erster Ehemann der Katharina Elisabeth Freifrau von Galler[43], geb. von Wechsler (Adelsgeschlecht)
          - Johann Balthasar von Galler, Freiherr zu Schwamberg, k.k. Kämmerer und innerösterreichischer Statthalter; Prag, 12. Mai 1680, Graf von Galler Freiherren von Schwammberg-Waldschach und Lainach Herr zu Waasen; 1. ⚭ Felicitas Freiin von Holzapfel zu Hirzheim, 2. ⚭ Anna Maria Gräfin Dietrichstein, zeugte mit ihr Georg Sigismund und Johann Friedrich
            - Georg Sigismund von Galler, ⚭ Maria Freiin von Rauber, führte die ältere Linie fort mit den Deszendenten Clemens August bzw. Ludwig Wilhelm
              - älterer Ast, Stifter Clemens August von Galler (* 21. April 1752, gest. 12. Nov. 1792), Graf, königlicher bayrischer Kämmerer und Rittmeister des Dragoner-Regiments Rechberg
              - jüngerer Ast, Stifter Ludwig Wilhelm von Galler (* 27. Mai 1755), Graf

            - Johann Friedrich von Galler, ⚭ Maria Anna von Herberstein, Gräfin; er war Stifter der jüngeren Linie
              - die jüngere Linie des Johann Friedrich erlosch mit dem Tod seines Deszendenten Franz Karl, Graf, am 13. Oktober 1818

      - Peter Galler, zeugte Johann Christof
        - Johann Christof von Galler, Pfandinhaber Herrschaft Weitenstein, Freiherr, Graz, 4. Mai 1607

## Wappen
Blasonierung nach Johann Siebmachers Wappenbuch: Das Stammwappen zeigt in Schwarz einen gelben Balken; Kleinod: einen Flug wie der Schild; Decken: schwarz-gelb.
Blasonierung nach Scheiblerschen Wappenbuch: auf Seite 463 wie von Siebmacher beschrieben; zudem eine weitere Variante auf der vorhergehenden Seite mit anderer Helmzier mit folgender Beschreibung: ein golden gekleideter Mannesrumpf mit golden gestulptem schwarzen Hut, der vorn mit einer goldenen Straußenfeder besteckt ist.

Wappen derer von Galler nach Siebmachers Wappenbuch: In Schwarz einen gelben Balken; Kleinod: einen Flug wie der Schild; Decken schwarz-gelb
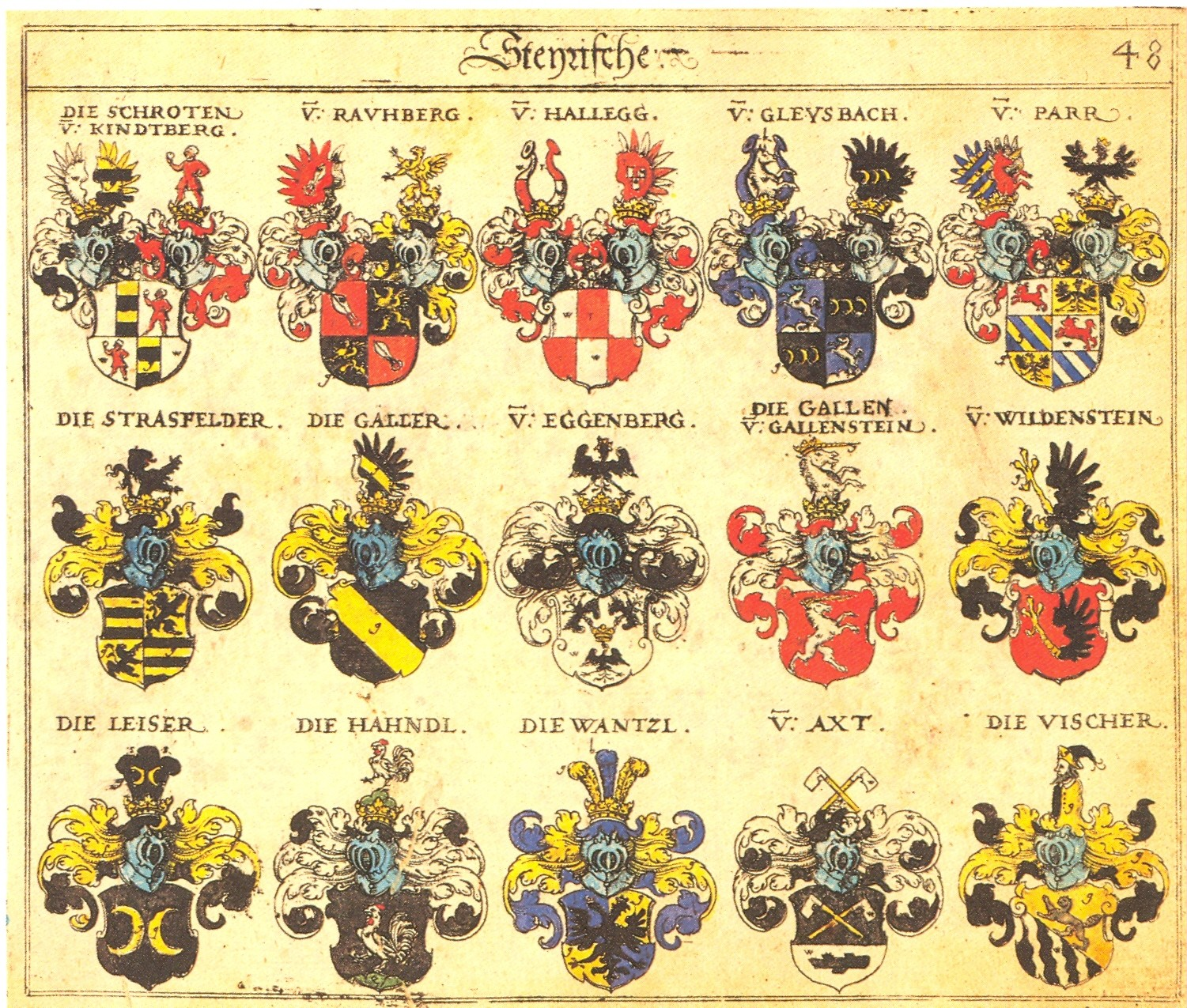
Die Galler in Siebmachers Wappenbuch, koloriert, Steirischer Adel
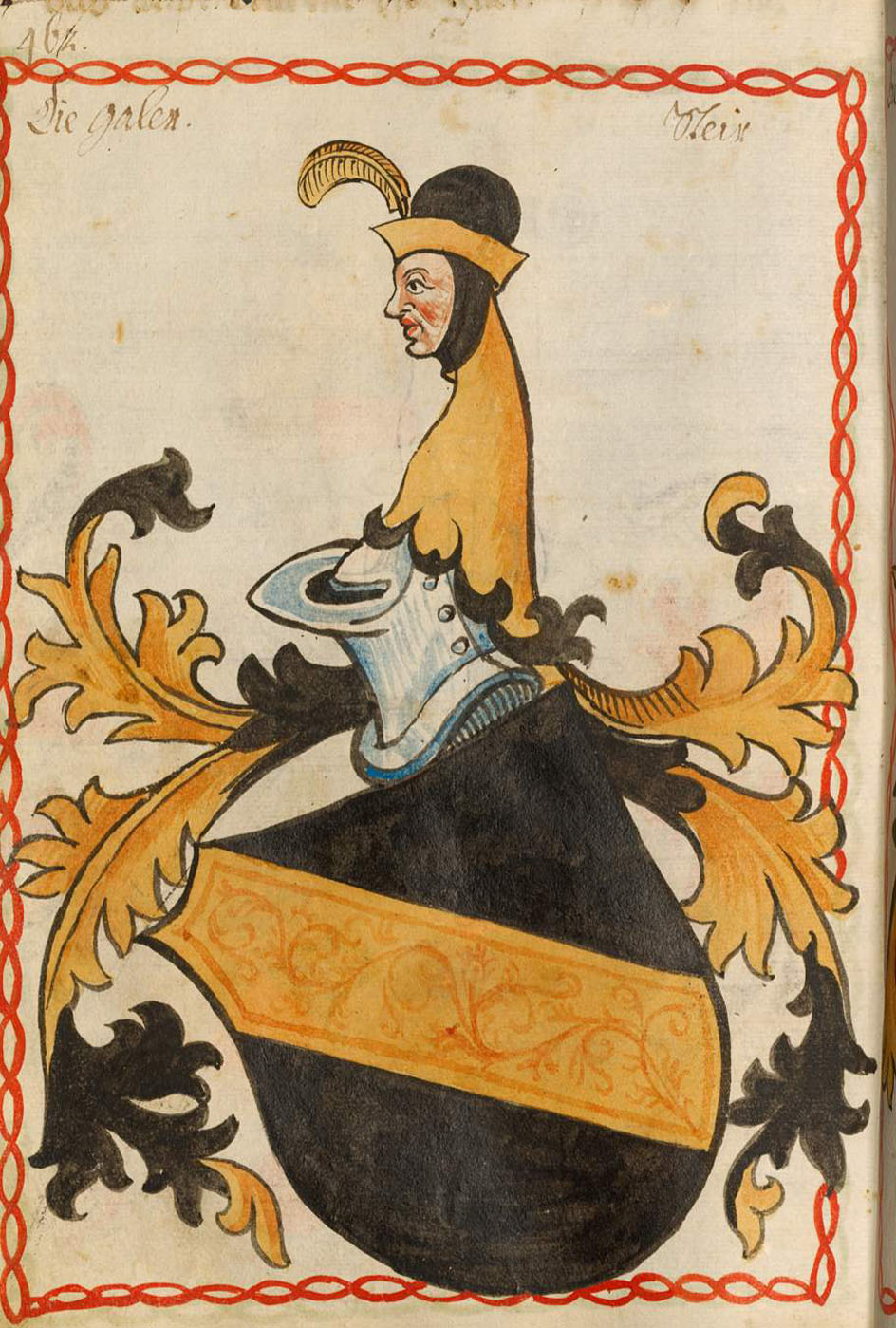
Wappenvariante der Galler im Scheiblerschen Wappenbuch, Seite 462